# Patrice Wymore
Patrice Wymore (ur. 17 grudnia 1926 w Miltonvale w stanie Kansas, zm. 22 marca 2014 w Portland) – amerykańska piosenkarka, aktorka i tancerka. 23 października 1950 poślubiła aktora Errona Flynna, z którym wystąpiła w filmie Rocky Mountain (1950).

## Filmografia
Seriale
- 1955: Cheyenne jako Harriet Miller
- 1957: Perry Mason jako Jane Alder / Maureen Norland / Victoria Dawn
- 1957: Tales of Wells Fargo jako Pearl Harvey
- 1958: 77 Sunset Strip jako Barbara Wentworth
- 1958: Jefferson Drum jako Goldie
- 1965: F Troop jako Laura Lee

Filmy
- 1950: Herbatka we dwoje jako Beatrice Darcy
- 1950: Rocky Mountain jako Johanna Carter
- 1951: Starlift
- 1951: Zobaczę Cię we śnie jako Gloria Knight
- 1952: Droga przez college jako 'Poison'Ivy Williams
- 1952: Wysokie drzewa jako Daisy Fisher / Dora Figg
- 1953: The Man Behind the Gun jako Lora Roberts
- 1953: She’s Back on Broadway jako Karen Keene
- 1955: King’s Rhapsody jako księżniczka Christiane
- 1960: Ryzykowna gra jako Adele Ekstrom
- 1966: Chamber of Horrors jako Marie Champlain